# الشيحة (العراق)
الشيحة منطقة عراقية في ناحية الشبكة بقضاء النجف بمحافظة النجف بصحراء الحجرة بالبادية العراقية، جنوب غرب العراق، فيها فيضة مساحتها ألفان وخمسمئة متر مربع، ارتفاعها بين 345 و353 متراً فوق سطح البحر، عمقها ثمانية أمتار، في طريق الشبكة إلى عيدها، الذي يمرّ بواقصة ثم الشيحة والحوارة ثم الصفاوي ثم عيدها، وكان بالشيحة بئر حُفرت سنة 1940، ماؤها غزير مالح عمقها سبعون متراً، البعد بينها وبين الحوارة عشرة كيلومترات.